# Pyokdong
Pyokdong (Hán Việt: Bích Đồng) là một huyện của tỉnh Pyongan Bắc tại Cộng hòa Dân chủ Nhân dân Triều Tiên. Huyện nằm trên thung lũng sông Áp Lục và giáp với Trung Quốc ở phía bắc. Trong nước, huyện giáp với Tongchang ở phía nam, Changsong ở phía tây, và Usi thuộc tỉnh Chagang ở phía đông. Huyện được tách ra từ Usi vào năm 1952.
Địa hình của huyện dốc và có nhiều đồi núi, với cả hai dãy núi Kangnam và Pinandok đều chạy qua. Đỉnh cao nhất trên địa bàn là Piraebong với cao độ 1470 mét. Ngoài sông Áp Lục, trên địa bàn huyện có các suối Tongchon (동천), Songgyechon (송계천), và Namchon (남천). Các dòng nước này được sử dụng để vận chuyển gỗ xẻ; và Namchon có nhà máy thủy điện. Nhiệt độ trung bình năm là 7,1 °C, dao động từ -12,5 °C từ tháng 1 đến 23 °C vào tháng 8. Thời tiết tương đối khô, với lượng mưa trung bình là 992 mm. Do địa hình gồ ghề, chỉ có 7% diện tích Pyokdong là đất canh tác, còn 80% diện tích là đất rừng.
Ngành kinh tế chủ đạo của huyện là lâm nghiệp. Các nông trại sản xuất ngô, đỗ tương, khoai lang, khoai tây, ớt và cây hoa bia. Ngành chăn nuôi cũng phát triển và huyện đứng thứ hai cả nước về chăn nuôi cừu.
Năm 2008, dân số toàn huyện Pihyon là 35.601 người (16.945 nam và 18.656 nữ), trong đó, dân cư đô thị là 8.525 người (23,9%) còn dân cư nông thôn là 27.076 người (76,1%).